# کپورهای کوهی
کپورهای کوهی (نام علمی: Psilorhynchus) نام یک سرده از راسته کپورماهی‌سانان است.